# Altes Stadtbad St. Johann

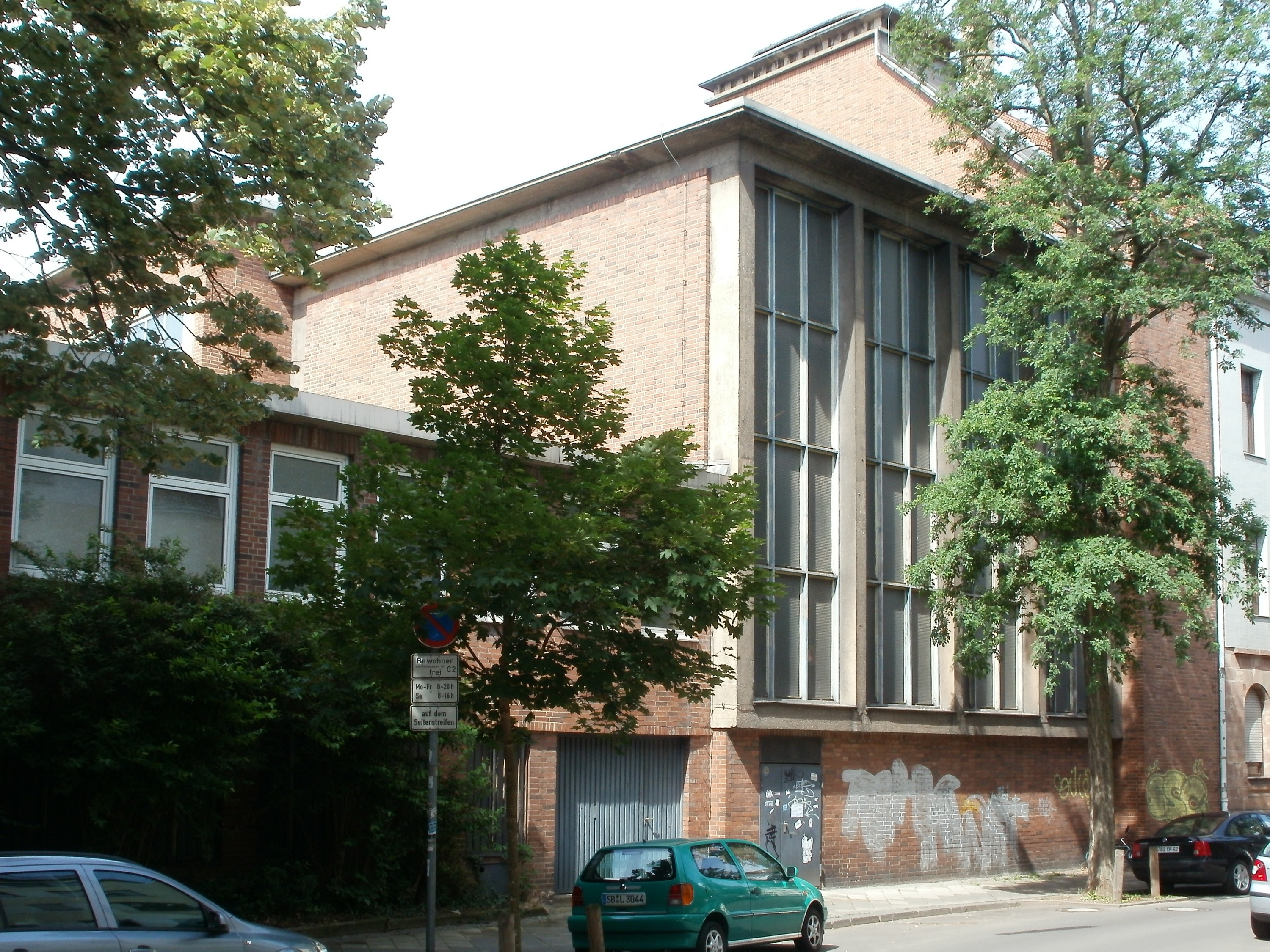
Altes Stadtbad St. Johann

Das Alte Stadtbad St. Johann war die Städtische Badeanstalt des Saarbrücker Stadtteils St. Johann, Richard-Wagner-Straße 6. Das Baudenkmal wurde zu einem Mehrgenerationenhaus umgebaut.

## Geschichte
Das Stadtbad St. Johann, damals Kaiser-Friedrich-Bad, entstand 1905–1906 nach Entwürfen der Architekten Heinker und Witzschel als Eisenbeton-Skelettbau mit Wänden in Backstein-Mauerwerk. In den Jahren von 1925 bis 1928 erweiterte Walther Kruspe das Gebäude um eine Schwimmhalle mit expressionistischer Backsteinfassade. Nach Kriegszerstörung erfolgte 1950 bis 1954 der Neu- und Wiederaufbau durch den Architekten Jean Quirin. Dabei übernahm der Architekt die Aufteilung als Vierflügelanlage mit Innenhof. Er errichtete das Gebäude als Betonkonstruktion mit Klinkerverkleidung und Sichtbetonelementen. An der Südecke entstand ein Turm mit Arkadengeschoss. Die große Schwimmhalle wurde mit einer Glasfassade und Oberlicht versehen, um möglichst viel Tageslicht in das Bad zu lassen. Der Künstler Fritz Zolnhofer stattete das Bad mit Mosaiken aus. 
Am 23. Mai 2001 wurde der Badebetrieb eingestellt. Ab dieser Zeit wurde von der Projektgruppe Stattbad der Versuch unternommen, ein Kulturzentrum im Stadtbad zu gründen. So gab es eine kleine Anzahl kultureller Events wie Konzerte und Lesungen, die Regisseurin Sandra Leupold inszenierte 2002 im leeren Schwimmbecken die Barockoper Scipione affricano von Francesco Cavalli. 2004 wurden Teile des Gebäudes unter Denkmalschutz gestellt. Aufgrund unsicherer Finanzlage wurde das Kulturzentrums-Projekt abgelehnt und das Gebäude verkauft.
Mit einem Etat von 22 Millionen Euro wurde das Areal des Alten Stadtbads zu einem Mehrgenerationenhaus mit 110 Wohnungen umgebaut. Die Bauarbeiten dauerten von 2013 bis Ende 2017. Das Bürgerzentrum „Mühlenviertel“ als Begegnungsstätte für alle Generationen wurde am 5. November 2016 eröffnet.